# Waste of MFZB
Waste of MFZB – piąty album studyjny amerykańskiego poppunkowego zespołu Zebrahead wydany w 2004 roku. Album został wydany tylko w Japonii. Znalazły się na nim niezamieszczone nigdzie wcześniej piosenki, które powstały podczas sesji nagraniowej do poprzedniej płyty, MFZB. Wyjątkiem są dwa utwory: „Wannabe” (cover Spice Girls) został nagrany podczas sesji nagraniowej albumu Playmate of the Year, a „Lightning Rod” pojawił się wcześniej na singlu „Rescue Me” (jednak wtedy nosił tytuł „Outcast”).

## Lista utworów
1. „Are You for Real?” – 3:23
2. „Let Me Go” – 2:58
3. „One Less Headache” – 3:13
4. „Burn the School Down” – 3:50
5. „Lightning Rod” – 3:39
6. „Blindside” – 3:00
7. „Veils and Visions” – 3:04
8. „One Shot” – 2:53
9. „Timing Is Everything” – 2:21
10. „Wannabe” (Spice Girls cover) – 2:29

## Twórcy
- Justin Mauriello – gitara rytmiczna, śpiew
- Ali Tabatabaee – śpiew
- Greg Bergdorf – gitara prowadząca
- Ben Osmundson – gitara basowa
- Ed Udhus – perkusja

## Pozycje na listach przebojów
| Lista  | Najwyższa pozycja |
| ------ | ----------------- |
| Oricon | 16                |